# Zied Ounalli
Zied Ounalli (arabe : زياد العونلي), né le 13 avril 1994 à Djerba, est un footballeur tunisien. Il évolue au poste d'ailier à l'Union sportive de Tataouine.

## Biographie
Zied Ounalli joue en faveur de l'Espérance sportive de Tunis. En 2014-2015, il est prêté à l'Espérance sportive de Zarzis puis durant six mois au Stade tunisien lors du mercato hivernal 2015-2016.
Il fait partie de l'effectif de l'équipe de Tunisie olympique.

## Carrière
- juillet 2011-juillet 2017 : Espérance sportive de Tunis (Tunisie)  
  - juillet 2014-juin 2015 : Espérance sportive de Zarzis (Tunisie), prêt
  - janvier-juin 2016 : Stade tunisien (Tunisie), prêt
  - juillet 2016-juin 2017 : Espérance sportive de Zarzis (Tunisie), prêt
- juillet 2017-octobre 2020 : Club athlétique bizertin (Tunisie)
  - janvier-juin 2019 : Al-Batin Football Club (Arabie saoudite), prêt
- octobre 2020-janvier 2021 : Al-Kawkab FC (en) (Arabie saoudite)
- janvier 2021-juin 2021 : Al-Taï Sport Club (Arabie saoudite)
- août 2021-janvier 2022 : Al-Bukiryah FC (en) (Arabie saoudite)
- janvier 2022-juillet 2023 : Croissant sportif chebbien (Tunisie)
- depuis janvier 2024 : Union sportive de Tataouine (Tunisie)